# Paus Felix II (III)
Felix II (III) (Rome, geboortedatum onbekend - aldaar, 1 maart 492) was de 48e paus van de Rooms-Katholieke Kerk. Hij is officieel de tweede paus die Felix heet. Men telt echter vaak ook tegenpaus Felix II mee in de lijst van pausen, zodat om spraakverwarring te voorkomen de aanduiding Felix II (III) vaak gebruikt wordt. Niets over zijn leven tot aan zijn roeping als paus is met zekerheid bekend, maar het verhaal gaat dat hij uit een belangrijk geslacht van senatoren stamt en een verre voorvader van Gregorius de Grote is.
Paus Felix II (III) verzette zich tegen de monofysieten en hun sympathisanten. Hij excommuniceerde in 483 Petrus Fullus, (aarts)bisschop van Antiochië en in 484 Petrus Mongus, (aarts)bisschop van Alexandrië, hetgeen leidde tot een schisma tussen oost en west, dat duurde tot 519. Ook een toenaderingspoging van patriarch Acacius van Constantinopel naar de monofysieten, die bekendstaat als de Henotikon, werd door hem verworpen. Een berisping aan het adres van Acacius werd door deze genegeerd, waarna hij afgezet werd door de paus.
Felix II (III) is een heilige. Zijn feestdag is 1 maart.
Cursief: tegenpaus